# Antennatus nummifer
Antennatus nummifer es un pez de la familia Antennariidae, del orden Lophiiformes. Se encuentra en todos los océanos subtropicales a profundidades de 300 metros. Crece hasta 13 centímetros (5,1 pulgadas) de longitud total. Esta especie se puede encontrar en el comercio de acuarios.
Fue reconocida por primera vez en 1817, por el naturalista francés Georges Cuvier.

## Información
Son conocidos por su capacidad de camuflaje y se pierden fácilmente para evitar a los depredadores. Son capaces de atraer a sus presas con una especie de tallo situado entre sus ojos que imita los movimientos de otros peces; su boca se puede abrir ampliamente hasta el mismo ancho que su cuerpo para atrapar y tragar a sus presas. Se alimentan de pequeños peces, crustáceos y gusanos.

### Lectura recomendada
- Fricke, R., M. Kulbicki and L. Wantiez0 Checklist of the fishes of New Caledonia, and their distribution in the Southwest Pacific Ocean (Pisces). Stuttgarter Beiträge zur Naturkunde A, Neue Serie 4:341-463. (Ref. 86942).
- Huang, Z.0 Marine species and their distribution in China's seas. p. 404-463. Vertebrata. Smithsonian Institution, Florida, USA. 598 p. (Ref. 47843).
- Kumaran, M. and S. Jones0 Fishes of the Laccadive Archipelago. Kerala Mathrubhumi Press. (Ref. 47702).
- McManus, J.W., C.L. Nañola Jr., R.B. Reyes Jr. and K.N. Kesner0 Resource ecology of the Bolinao coral reef system. ICLARM Stud. Rev. 22:117 p. (Ref. 5399).
- Paulin, C., A. Stewart, C. Roberts and P. McMillan0 New Zealand fish: a complete guide. National Museum of New Zealand Miscellaneous Series No. 19. 279 p. (Ref. 5755).
- Santos, R.S., F.M. Porteiro and J.P. Barreiros0 Marine fishes of the Azores: annotated checklist and bibliography. Bulletin of the University of Azores. Supplement 1. 244 p. (Ref. 35204).